# Илија Смиљанић
Илија П. Смиљанић (16??-1654), српски морлачко-ускочки харамбаша и сердар и народни јунак Далмације из 17. века који је пореклом био из српске католичке породице из Удбине.
Он учествује у многим борбама против Турака у току тзв. Кандијском рату (итал. La guerra di Candia), тј. Шестом турско-млетачком рату (1645–1669) као котарски сердар и харамбаша, а истакао се успешним војним акцијама Млетачке републике (итал. Serenissima Repubblica di Venezia: 697–1797) на османско-турску територију у Лици, Крбави и Далмацији.
По млетачком опису од 14. јула 1648. године знамо да је Илија Смиљанић био црномањаст, нижа стаса, оспичав и кестењастих бркова.

## Херојство као породична традиција
Илија је син Петра Смиљанића, истакнутог харамбаше родом из Лике.
За време Шестог млетачко-турског рата, кад је терет одбране Далмације пао на ускоке, командовао је одредом чија су дејства, уз остале ускочке чете, имала одлучујући значај за одбрану Равних котара.
Ослонцем на млетачку територију, његов одред је самостално или у садејству са млетачким снагама бранио гранично подручје, али је и продирао дубоко у турску територију.

Успешно се користио герилским начином борбе.

Значајнија војна акција његових молачко/ускочких одреда било је разбијање османске војске код Карловића 1651. године.
У близини овог места, он је са својим ратницима опколио 5000 Турака и том га приликом потпуно разорио град (који су од 1527. године држали окупираним Турци).
Сведено на село, дотадашње име насеља Карловић скраћено је на Корлат (данас је део града Бенковца).
По заслугама и успесима Илија се може неспорно упоредити са познатим морлачко-ускочким вођама Вуком Мандушићем (16??-1648), Стојаном Јанковићем (1636—1687) и Јованом Синобадом (16??-1654).

## Учешће у познатијим бојевима у Далмацији и околини
Учествовао је у победама српске морлачке војске код:
- Шибеник а (аугуст- септембар 1646)[4]
- Дрниша а (фебруар 1648)[5]
- Вакуфа (јул 1649. године)
- Звониграда (септембар 1649. године)
- Билаја (октобар 1649. године)
- Карловића (1651. године)
- Островице (1652. године)
- Удбине (1653. године)
- Гламоча (1653. године)

Погинуо 5. септембра 1654. године у кланцу Вучјак (на Велебиту), приликом једног продора у Крбаву и Лику.

## Јунак из народних песама
Опеван је у бројним народним песмама, те у делу „Razgovori ugodni naroda slovinskoga u komese ukazuje poçetak, i svarha kraglià slovinskì, koji punno vikòvà vladasce svim slovinskim darxavam, s razliçitim pismam od kraglià, bànà i slovinski vitezovà. Izvagen iz razliçitì kgnigà, i sloxene u jezik slovinski po Fra Andrii Caçichiu-Miossichiu iz Briista…“ (Venezia: 1756) српског племића и песника Андрије Качића Миошића (1704—1760).
У Сабраним делима Вука Караџића (1787—1864) налази се песма Смрт Илије Смиљанића:
Смрт Илије Смиљанића
»Нешто пишти у зеленој трави: 

Ил’ је вила, или љута гуја? 

Нит’ је вила, нити љута гуја, 

Веће пишти Смиљанић Илија, 

Илија је рана допаднуо

Ал’ ето ти Мандушића Вука, 

Па он пита свога побратима:

Што ми цвилиш, драги побратиме? 

Вели њему Смиљанић Илија: 

Ране су ми, брате, одољеле

Вели њему Мандушићу Вуче: 

Мореш ли ми, драги побратиме, 

Мореш ли ми, ране пребољети,

Да ти тражим лагане хећиме, 

Да ти градим мекане мелеме? 

Проговара Смиљанић Илија: 

Не мучи се, не тражи хећима,

Не харчи се, не гради мелема,

Већ ме носи моме б’јелу двору, 

Моме двору, мојој старој мајци,

Да ми мајка моје ране вида,

Љуба моја да стере постељу,

Сеја моја да ме водом поји

Вели њему Мандушићу Вуче:

Да те носим, побро, моме двору, 

Мати моја да ти ране вида,

Љуба моја да стере постељу,

Сеја моја да те водом поји

Проговара Смиљанић Илија: 

Аја Богме, драги побратиме!

Туђа мајка ране повређује,

Туђа љуба бреговито стере,

Туђа сеја горком водом поји

То изусти, а душицу пусти.«
Смиљанић Илија појављује се и у песми Ропство Јанковић Стојана у којој заједно са Јанковић Стојаном тамнује у Стамболу и после девет година и седам месеци успева да побегне.